# Diradops bethunei
Diradops bethunei är en stekelart som först beskrevs av Cresson 1869.  Diradops bethunei ingår i släktet Diradops och familjen brokparasitsteklar. Inga underarter finns listade i Catalogue of Life.